# Мойнаки
Мойнаки, Мойнак (крим. Moynaq) — озеро (лиман) в Криму, у межах міста Євпаторії, з високомінералізованою водою — ропою. На дні озера міститься лікувальний мул, який використовується в лікувальних цілях.
Озеро витягнуте з півдня на північ, перпендикулярно берегової лінії моря. Довжина озера — 1,85 км, найбільша ширина — 0,89 км, глибина не перевищує 1 м. Дно топке, майже суцільно покрите шаром рідкого мулу («кашки») товщиною від 15 до 30 см. Берега озера невисокі. Східний берег піщаний, полого спускається до води й внаслідок цього зручний для купання. На західному й східному берегах є виходи солонуватих вод і джерел. Під палючими променями сонця вода в лимані сильно випаровується й у результаті цього перетворюється в ропу — концентрований розчин різноманітних солей, що містяться в ньому.
Сольовий розчин ропи Мойнакського озера складається із хлористого натрію, хлористого калію, сірчанокислого кальцію, гідрокарбонату кальцію. Найбільше в ропі повареної солі (у середньому із хлористим калієм 78-80 %).

## Проблеми
У січні 2012 року Євпаторійська міська рада представила проєкт забудови прибережної зони озера котеджами і багатоповерховими житловими будинками. На думку ініціативної групи з порятунку озера це негативно вплине на саме озеро.